# Ludwig Friedrich I. (Schwarzburg-Rudolstadt)

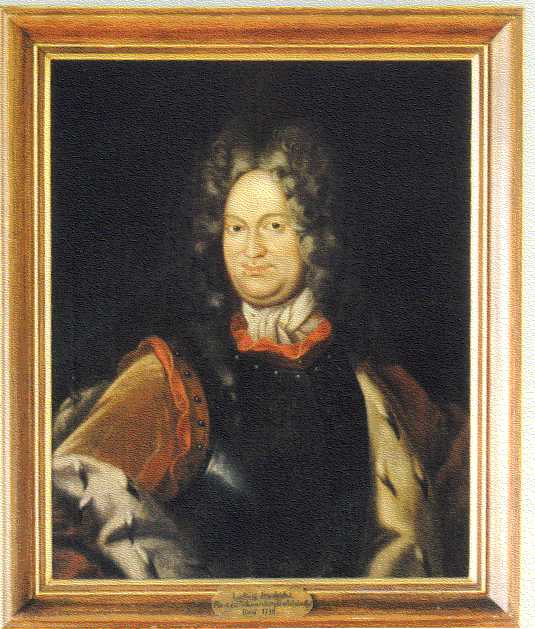
Ludwig Friedrich I. von Schwarzburg-Rudolstadt

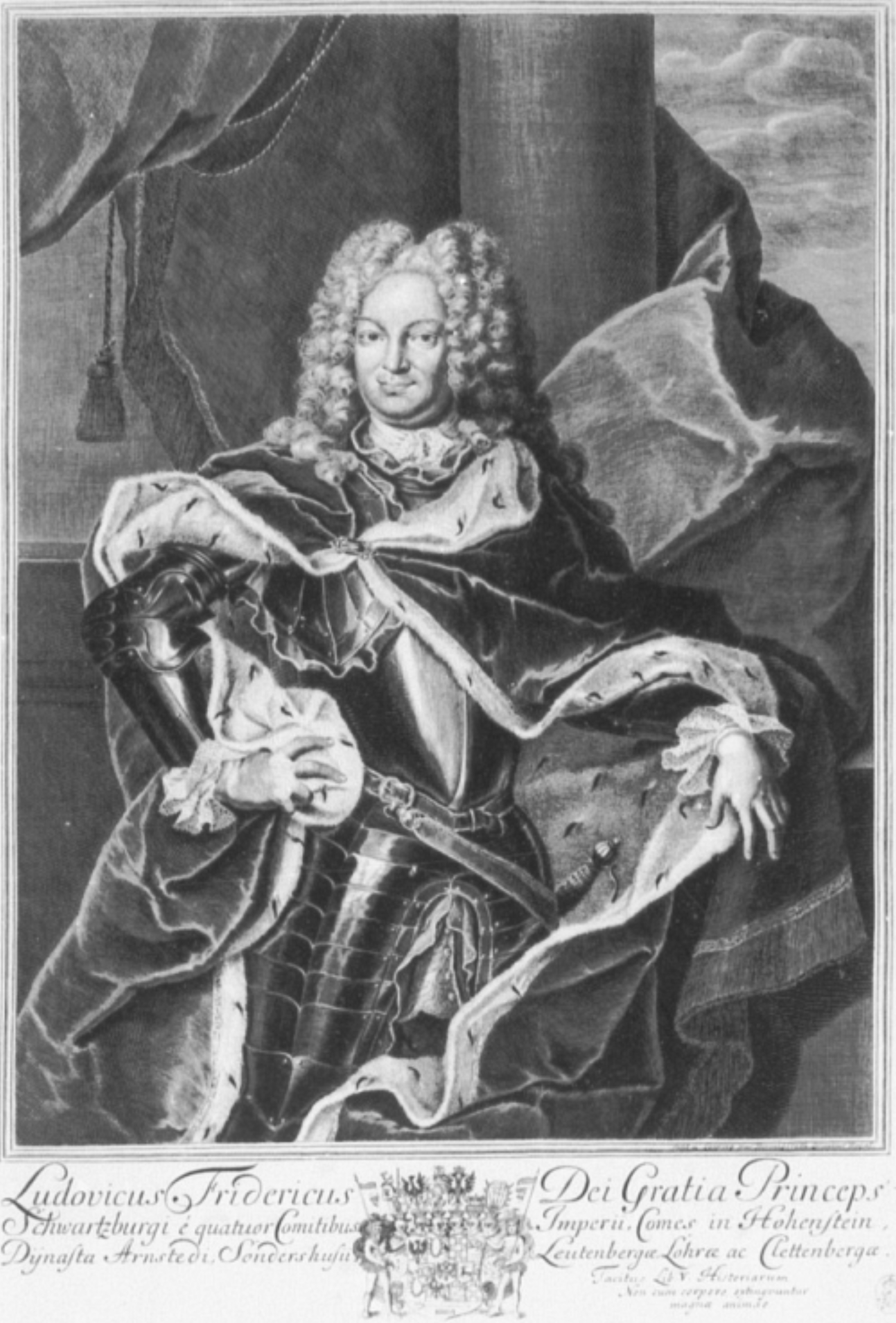
Ludwig Friedrich I. von Schwarzburg-Rudolstadt

Ludwig Friedrich I. von Schwarzburg-Rudolstadt (* 15. Oktober 1667 in Rudolstadt; † 24. Juni 1718 ebenda) war von 1710 bis 1718 regierender Fürst von Schwarzburg-Rudolstadt, Graf von Hohnstein, Herr von Rudolstadt, Blankenburg und Sondershausen. Der Fürst gehörte zum Haus Schwarzburg.

## Leben
Ludwig Friedrich war Sohn von Albert Anton von Schwarzburg-Rudolstadt und dessen Gemahlin, der Dichterin und Pietistin, Aemilie Juliane von Barby-Mühlingen.
Er übernahm die Veröffentlichung der 1710 erneut ausgesprochenen Erhebung der Linie Schwarzburg-Rudolstadt in den Reichsfürstenstand. Sein Vater hatte diese zwar im selben Jahre angenommen, aber nicht publik gemacht. Als Fürst bezeichnete Ludwig Friedrich sich ab dem 15. April 1711. Graf Albert Anton vertraute seinem Sohn die Regierungsgeschäfte schon die Jahre vor seinem Tode an. Die Aufnahme in den Reichsfürstenrat erfolgte 1754. Das Fürstentum zählte damals rund 45.000 Einwohner. Der zwischen 1713 und 1719 südlich an das Schloss Schwarzburg angebaute Kaisersaal entstand im Zusammenhang mit der Erhebung in den Reichsfürstenstand. Im Saal werden Gegenkönig Günther XXI. von Schwarzburg-Blankenburg und nicht zur Familie gehörende Herrscher des Heiligen Römischen Reiches dargestellt.
Der Erbgraf wurde in Begleitung von Hofmeister Johann von Asseburg zwischen Mai 1687 und Oktober 1688 auf eine Bildungsreise geschickt. Dabei wurde Ludwig Friedrich von Ludwig XIV. auf Schloss Versailles empfangen. Daneben konnte der Erbgraf weitere wichtige europäische Herrscher wie Kaiser Leopold I. in Wien aufsuchen. Besonders zu erwähnen ist auch das Treffen mit Herzog Friedrich I. von Sachsen-Gotha-Altenburg in Paris, mit dem Vater seiner späteren Gattin Anna Sophia. Die Eheschließung erfolgte später am 15. Oktober 1691 auf Schloss Friedenstein in Gotha. Aus der Ehe gingen 13 Kinder, darunter 2 spätere Regenten, hervor.
Der Fürst gestaltete das Land administrativ um. Die Verwaltungsstruktur des Absolutismus wurde umgesetzt. Georg Ulrich von Beulwitz wurde oberster Beamter im Fürstentum. Ludwig Friedrich spielte mit dem Gedanken, nach französischem Vorbild des Sonnenkönigs die Residenz nach Schwarzburg zu verlegen. Doch finanzielle Restriktionen verunmöglichten dieses Vorhaben.
Ludwig Friedrich trat am 24. Juni 1718 aus dem Leben. Friedrich Anton wurde neuer Fürst von Schwarzburg-Rudolstadt.

## Nachkommen
Ludwig Friedrich hatte mit Anna Sophie, einer geborenen Prinzessin von Sachsen-Gotha-Altenburg, folgende Kinder:
- Friedrich Anton I. (1692–1744), Fürst von Schwarzburg-Rudolstadt

⚭ 1. Prinzessin Sophie Wilhelmine von Sachsen-Coburg-Saalfeld (1693–1727)
⚭ 2. Prinzessin Christina Sophie von Ostfriesland (1688–1750)
- Amalie Magdalene (*/† 1693)
- Sophie Luise (1693–1776)
- Sophie Juliane (1694–1776), Nonne im Kloster Gandersheim
- Wilhelm Ludwig (1696–1757)

⚭ 1726 (morg.) Henriette Caroline Gebaür (1706–1794), „Freifrau von Brockenburg“ 1727
- Christine Dorothea (1697–1698)
- Albrecht Anton (1698–1720)
- Emilie Juliane (1699–1774)
- Anna Sophia (1700–1780)

⚭ 1723 Herzog Franz Josias von Sachsen-Coburg-Saalfeld (1697–1764)
- Dorothea Sophia (1706–1737)
- Luise Friederike (1706–1787)
- Magdalena Sibylle (1707–1795), Nonne im Kloster Gandersheim
- Ludwig Günther II. (IV.) (1708–1790), Fürst von Schwarzburg-Rudolstadt

⚭ 1733 Gräfin Sophie Henriette Reuß zu Untergreiz (1711–1771)